# 内维奥·德佐尔多
内维奥·德佐尔多（義大利語：Nevio de Zordo，1943年3月11日—2014年3月27日），意大利男子雪车运动员。他曾代表意大利参加1972年和1976年冬季奥林匹克运动会雪车比赛，其中1972年冬季奥运会获得一枚银牌。